# 桑嶋忠順
桑嶋 忠順（くわしま ただもと）は、江戸時代の御家人。

## 略歴
鈴木雲理の子として生まれるが、系譜には、「実は鈴木雲理某が男」とあるだけで、鈴木雲理については、その名、身分や出自が不明であり、忠順が何番目の男子であったか等も解らない。
江戸幕府の御家人であり江戸城の馬医である忠真に男子が無かったため、その養子となる。
明和3年（1766年）7月18日に徳川家治に初めて謁見し、同4年（1767年）7月8日より江戸城の馬医見習いとなるが、安永2年（1773年）3月14日に養父忠真に先立って病死した。享年40。